# 한대수 (성우)
한대수는 대한민국의 성우이다. 1976년 MBC CM에 입사했으며, 현재는 MBC CM 2기이다. 문화방송 성우극회 소속이다.